# Пуэнт-а-Питр (округ)
Пуэнт-а-Питр (фр. Pointe-à-Pitre) — округ (фр. Arrondissement) во Франции, один из округов в регионе Гваделупа. Департамент округа — Гваделупа. Супрефектура — Пуэнт-а-Питр.
Население округа на 2006 год составляло 211 207 человек. Плотность населения составляет 272,88 чел./км². Площадь округа составляет всего 774 км².